# Hecistopteris
Hecistopteris là một chi dương xỉ thuộc họ Adiantaceae. Chi này có các loài sau (tuy nhiên danh sách này có thể chưa đủ):
- Hecistopteris pinnatifida, R.C.Moran & B.Øllg.

1. ↑  Hecistopteris J. Sm. Tropicos.org. Missouri Botanical Garden. 14 Jan 2012